# (36238) 1999 VX19
1999 VX19 (asteroide 36238) é um asteroide da cintura principal. Possui uma excentricidade de 0.28762610 e uma inclinação de 3.76951º.
Este asteroide foi descoberto no dia 8 de novembro de 1999 por Korado Korlević em Visnjan.